# Demon Knight
Demon Knight est le CD de la bande originale du film Le Cavalier du Diable. Le CD a été publié en 1995 et a atteint la 157e place du Billboard 200.

## Pistes
| No  | Titre                                          | Durée |
| --- | ---------------------------------------------- | ----- |
| 1.  | "Cemetery Gates" (Demon Knight edit) - Pantera | 5:47  |
| 2.  | "Tonight We Murder" - Ministry                 | 3:56  |
| 3.  | "My Misery" (Demon Knight edit) - Machine Head | 4:28  |
| 4.  | "Diadems" - Megadeth                           | 4:17  |
| 5.  | "Instant Larry" - Melvins                      | 4:06  |
| 6.  | "Fall Guy" - Rollins Band                      | 3:53  |
| 7.  | "Beaten" - Biohazard                           | 3:10  |
| 8.  | "Policia" - Sepultura                          | 1:46  |
| 9.  | "Hey Man Nice Shot" - Filter                   | 5:20  |
| 10. | "1-800-Suicide" - Gravediggaz                  | 4:17  |